# Invasività
L'invasività è un parametro che viene utilizzato in medicina per descrivere la capacità di un esame clinico o di un microrganismo patogeno di penetrare le difese naturali dell'organismo umano. Si possono pertanto distinguere due tipi di invasività: quella clinica, riferita agli esami della pratica medica (o alle operazioni chirurgiche), e quella microbica, riferita ai microrganismi che colonizzano il corpo umano.

## Invasività clinica
I diversi esami che vengono utilizzati in medicina per indagare le cause di una qualche malattia, hanno ognuno un potenziale di invasività che è utile al medico per scegliere quale esame sia meglio utilizzare, in rapporto alle condizioni di salute del paziente. Questo potenziale si riferisce alla possibilità che l'esame finisca per compromettere ulteriormente lo stato di salute del soggetto, invece di aiutare il medico a migliorarlo: questo perché gli esami più invasivi (per esempio prelievo di liquor cefalorachidiano, biopsia cerebrale) sono anche quelli che hanno la maggior probabilità di portare agenti contaminanti (virus, batteri, tossine, sporcizia) all'interno del distretto interessato, e di causare così un'infezione che finirebbe inevitabilmente per aggravare le condizioni del paziente; oppure, come nel caso della biopsia cerebrale, la sua pericolosità deriva anche dal fatto che un solo movimento errato del medico potrebbe seriamente danneggiare un'importante area encefalica, con conseguenze anche molto gravi.
Come regola generale, dunque, in medicina si tende a privilegiare sempre l'esame meno invasivo, mentre quelli più invasivi vengono utilizzati solo se il paziente è abbastanza in buona salute da poterli sopportare senza grossi rischi, oppure se le sue condizioni fanno supporre una patologia tanto grave da rendere accettabile il rischio di comprometterne ulteriormente la salute pur di ottenere una diagnosi più chiara.

### Esempi di esami ad invasività differente
La misurazione della pressione arteriosa sistemica può avvenire mediante due metodi:
- la misurazione della pressione arteriosa periferica viene effettuata mediante l'utilizzo di uno sfigmomanometro, cioè un bracciale la cui pressione sul braccio del paziente può essere regolata manualmente o elettronicamente dal medico stesso
- la misurazione della pressione arteriosa centrale viene effettuata mediante l'utilizzo di una sonda o catetere, che viene inserito nell'arteria femorale e va a misurare la pressione a livello dell'aorta ascendente.

La seconda tecnica, pur essendo più precisa della prima, non viene utilizzata di frequente proprio per la sua maggiore invasività: l'inserimento di un catetere arterioso centrale, infatti, comporta un rischio maggiore di quello del tradizionale sfigmomanometro, ed è da riservare ai casi in cui i benefici superano i rischi.
Un esempio di esame ad invasività moderata che viene utilizzato con una certa frequenza è il prelievo sanguigno: pur comportando l'inserimento di un ago in vena, e quindi un certo rischio correlato all'introduzione accidentale di microrganismi patogeni se l'ago non è ben sterilizzato, questo esame è l'unico in grado di darci tante informazioni sullo stato di salute dell'organismo con un rischio così piccolo. Il rapporto utilità/rischio molto favorevole lo rende quindi uno degli esami più utilizzati nella pratica medica di tutti i giorni.
Un esempio di come gli sviluppi tecnologici abbiano permesso di abbandonare tecniche più rischiose a favore di tecniche meno invasive, è rappresentato dalla diagnosi di encefalite, soprattutto per quanto riguarda le encefaliti da HSV. Fino all'inizio degli anni '90, infatti, l'unico metodo che consentiva una diagnosi tempestiva di encefalite da HSV (permettendo così una sua rapida eradicazione prima dell'insorgere di gravi danni) era la biopsia cerebrale, tecnica però estremamente pericolosa per i motivi già ricordati. Al giorno d'oggi, con gli sviluppi della tecnologia, la biopsia cerebrale è stata abbandonata per un metodo molto meno invasivo, la ricerca di materiale virale nel liquor tramite PCR: pur non essendo scevra di rischi, questa tecnica permette infatti di evitare il contatto con le sensibilissime cellule encefaliche, ed è quindi dotata di un potenziale di invasività decisamente minore.
Attualmente, gli esami clinici con l'invasività più bassa e la più alta capacità di dare al medico informazioni sullo stato di salute del paziente, sono quelli appartenenti alla cosiddetta diagnostica per immagini: la radiografia, la RMN e la TAC.

## Invasività microbica
La patogenicità di ogni microorganismo deriva dalla sua invasività e dalla tossigenicità: i vari microbi patogeni hanno infatti un diverso grado di invasività, cioè di capacità di invadere l'organismo ospite. Alcuni dopo essere penetrati ed essersi diffusi esplicano la loro azione solo su alcuni organi o apparati, come ad esempio i virus dell'epatite, altri interessano tutto l'organismo causando danni generalizzati (rosolia, varicella).